# Tretodictyum labyrinthicum
Tretodictyum labyrinthicum är en svampdjursart som först beskrevs av Wilson 1904.  Tretodictyum labyrinthicum ingår i släktet Tretodictyum och familjen Tretodictyidae. Inga underarter finns listade i Catalogue of Life.